# Rue Militaire
Rue Militaire (Vojenská ulice) je bývalá ulice v Paříži. Byla součástí pařížských hradeb, které nechal vybudovat Adolphe Thiers v letech 1840–1845. Jednalo se o cestu, která vedla podél vnitřní strany městského opevnění a sloužila vojenským účelům. Podle výnosu z 28. července 1859 byla ulice předána armádou do správy města Paříže. Stalo se tak v rámci rozšíření území města, které dosáhlo až k hradbám a pohltilo i některé obce v okolí. Největší část této silnice byla následně přeměněna na tzv. Maršálské bulváry.